# OGLE-2003-BLG-235/MOA-2003-BLG-53
OGLE-2003-BLG-235/MOA 2003-BLG-53は、2003年7月にいて座の方角で生じた重力マイクロレンズ現象である。Optical Gravitational Lensing Experiment（OGLE）とMicrolensing Observations in Astrophysics（MOA）のそれぞれのグループによって独立に観測されたので両者を合わせた名前で呼ばれる。重力レンズによる増光の光源となった恒星は、地球から約29,000光年離れた銀河バルジに位置するG型主系列星であった。重力レンズの原因となったレンズ星は橙色の主系列星で、木星型惑星を伴っている。

## レンズ系
レンズ系は、OGLE-2003-BLG-235L/MOA-2003-BLG-53Lと呼ばれる。2004年、重力マイクロレンズ現象の光度曲線の分析により、レンズ星（親星）と共に、親星の0.4%程度の質量を持つ惑星が、光源の前面を通過していたことが明らかとなった。親星は当初、銀河系に最も普遍的に存在する赤色矮星の可能性が高いと考えられていた。
2006年までに、光源の恒星とレンズ系の恒星は、地球から見てそれぞれの光を分離できるほど、十分離角が大きくなるところまで移動した。ハッブル宇宙望遠鏡による観測によって、レンズ星は当初の予測よりもより明るい、そして赤くない、質量が太陽の約0.63倍の主系列星で、色からしてスペクトル型がK型の可能性が高いことがわかった。また、この観測の分析からレンズ星までの距離を推定することができ、約19,000光年と計算された。

### 惑星系
OGLE-2003-BLG-235L/MOA-2003-BLG-53L系には、OGLE-2003-BLG-235/MOA 2003-BLG-53の観測から、伴天体の存在が1つ確認されている。親星が観測されて、その性質が絞り込まれると共に、伴天体も質量と軌道要素が推定され、木星よりやや質量の大きい惑星が、木星と同程度の大きさの軌道をとっていることがわかった。
| 名称 （恒星に近い順） | 質量               | 軌道長半径 （天文単位） | 公転周期 (日) | 軌道離心率 | 軌道傾斜角 | 半径 |
| --------------------- | ------------------ | ----------------------- | ------------- | ---------- | ---------- | ---- |
| b                     | > 2.6 +0.8 −0.6 MJ | 4.3 +2.5 −0.8           | —             | —          | —          | —    |